# 浦田優
浦田 優（うらた ゆう、9月16日 - ）は、日本の男性声優。アクセント所属。大阪府出身。

## 略歴
元々鍵っ子であり、妹と家にいることが多くテレビを見ることが多く、アニメに興味があった。
多少歳をとってからは父が外画を見ており、質全的に外画、アニメに興味を抱いていた。鍵っ子で人見知りだったこともあり、性格を治したいと思い、専門学校に通っていたが、CMを作る側になりたいと考えていた。
当時、『ポリンキー』などの面白いCMが放送されていたこともあり、「そういうのになりたいな」と思い、性格改善で養成所に通っていた。浦田曰く成績は悪かったが、「上の人に負けたくない」と思い負けず嫌いだったこともあり、気が付けば性格改善のはずが本気で声優を目指していたという。
代々木アニメーション学院卒業。
シャイン（アクセント養成所）2期生出身。
２０２２年９月１６日、「ロマンシング　サガ　〜ミンストレルソング〜」アルベルト役で夢であったTGS出演を果たす。

## 人物
方言は大阪弁。
趣味はバスケ、サッカー、ラジオドラマ編集、観劇。
個人YouTubeチャンネル「うらゆーチャンネル」を開設。ゲーム実況、歌ってみた等の配信。床井美紀、あんどうさくら、KOJINAKAMURAとモンスターハンターライズコラボ配信を週1回配信。
YouTubeチャンネル「声優ユニットオエセルチャンネル」のメンバーとしても活動中。
Vtuberになりたいと思い始めている。

## 出演
太字はメインキャラクター。

### テレビアニメ
2000年
- 女神候補生（候補生3）

2001年
- はじめの一歩（音羽ジム練習生、観客、同級生、学生達）
- 魔法戦士リウイ（客、伝令、兵士）

2002年
- プリンセスチュチュ（男子生徒→あおとあ）

2003年
- アストロボーイ・鉄腕アトム（係員）
- 犬夜叉（男子）
- 銀河鉄道物語（栢杜ショウ）
- 鋼の錬金術師（男5）

2004年
- サムライチャンプルー（チンピラ）
- じゃがいぬくん（なすいぬ）
- ファンタジックチルドレン（アギ）
- ロックマンエグゼStream（ディレクター）

2005年
- 韋駄天翔（2005年 - 2006年、隊員B、キヨシ）
- 格闘美神 武龍（不良B、相撲部員B）
- ゾイドジェネシス（フー）
- バジリスク 〜甲賀忍法帖〜（籠かきB、伊賀忍者、船客 他）

2008年
- 紅（友明）
- スレイヤーズREVOLUTION（衛兵）

2009年
- こんにちは アン 〜Before Green Gables（ロジャー・エマーソン）

2018年
- 多田くんは恋をしない（侍）

### OVA
- HUNTER×HUNTER G・I Final（2004年、ウォン・リー、ミチロウ、メガネ）

### ゲーム
- スノボキッズ（1997年、ブラッド）
- 超時空要塞マクロス（2003年、ブルース・ルーデル）
- ひとつや物語（2005年、榊原敬吾）
- F.E.A.R.（ダグラス・ホリデイ）
- ポンコツ浪漫大活劇バンピートロット（フェンネル）
- ロマンシング サガ -ミンストレルソング-（2005年、アルベルト）
- S.Y.K 〜新説西遊記〜（2009年、木叉）
- S.Y.K 〜蓮咲伝〜（2010年、木叉）
- S.Y.K 〜新説西遊記〜 Portable（2010年、木叉）
- S.Y.K 〜蓮咲伝〜 Portable（2011年、木叉）
- 姫と林檎にくちづけを（2014年、クレメンス[5]）
- 蒼き雷霆 ガンヴォルト 爪（2016年）
- 真・女神転生 DEEP STRANGE JOURNEY（2017年）

### 吹き替え

#### 映画
- 君とボクの虹色の世界（ピーター）
- ジェニ、ジュノ（ジュノ）
- 卒業の朝
- ターミネーター3（ビル）
- デッドコースター ファイナル・デスティネーション2（ティム・カーペンター）※DVD版
- パイレーツ・オブ・カリビアン/呪われた海賊たち
- 暴力サークル（ギョンチョル）

#### ドラマ
- iCarly
- CSI:マイアミ6
- 思いっきりハイキック!（イ・ミノ）
- 窈窕淑女（テソン）[6]
- リジー&Lizzie（ラリー・タッジマン）

### ラジオドラマ
- SLAVE METALシリーズ（ラルフ ローレン）